# Грузский Еланчик
Грузский Еланчик — река в Донецкой области Украины, впадает в Азовское море. Длина реки — 91 км, площадь водосборного бассейна — 1250 км². Уклон реки — 1,3 м/км. Речная долина трапециевидная, шириной до 2,5 км. Русло шириной до 10 м, глубиной 1,5 м, на отдельных участках расчищено. Используется для орошения.
Берёт начало в местности между сёлами Культура, Вишнёвое и Кумачово. Течёт по территории Старобешевского, Тельмановского и Новоазовского районов Донецкой области.

## Притоки
Средний Еланчик (правый), Горькая (левый).

## Населённые пункты
- Кумачово (исток в северных окрестностях)
- Победа
- Лужки
- Глинка
- Шевченко
- Кузнецово-Михайловка
- Греково-Александровка
- Михайловка
- Садки
- Зори
- Радянское
- Ивановка
- Коньково
- Самсоново
- Витава
- Хомутово
- Седово-Василевка
- Розы Люксембург
- Козловка
- Гусельщиково
- город Новоазовск (устье на Азовском море в городской черте)